# Спас-Смердино
Спас-Смердино — село в Ростовском районе Ярославской области, входит в состав сельского поселения Петровское.

## География
Расположено у реки Сара в 18 км к западу от посёлка Петровское и в 33 км к юго-западу от Ростова.

## История
Самая первая деревянная церковь в селе, построенная в 1640 году, была освящена Ростовским Митрополитом Варлаамом. Вторая церковь, тоже деревянная, построенная в 1704 году, как значится в церковной летописи, «небольшая об одной главе», была освящена Святителем Дмитрием Ростовским. Строительство каменного двухэтажного храма началось в 1804 году, по благословению Преосвященного Павла, архиепископа Ярославского и Ростовского, иждивением и старанием прихожан и посторонних жертвователей.
Местная каменная пятиглавая двухэтажная церковь сооружена в 1810 году. С западной стороны ее находится построенная на особом фундаменте колокольня, соединенная с церковью двумя стенами. Храм имеет 4 престола: в верхнем этаже — во имя Преображения Господня, а в нижнем, теплом — главный во имя Рождества Христова, а придельные во имя св. Николая и св. Димитрия Ростовского..
В конце XIX — начале XX село входило в состав Новоселко-Пеньковской волости Ростовского уезда Ярославской губернии. В 1885 году в селе было 15 дворов.
С 1929 года село входило в состав Чепоровского сельсовета Ростовского района, в 1935—1959 годах — в составе Петровского района, с 1954 года — в составе Фатьяновского сельсовета (сельского округа), с 2005 года — в составе сельского поселения Петровское.

## Население
| 1859 | 2007 | 2010 |
| ---- | ---- | ---- |
| 207  | ↘22  | ↘19  |

## Достопримечательности
В селе расположена действующая церковь Спаса Преображения (1810).

## Общественный транспорт
Спас-Смердино обслуживается автобусным маршрутом № 139 Ростов Великий — Петровское.